# Банкерт, Адриан
Адриан ван Траппен Банкерт (нидерл. Adriaen van Trappen Banckert; 1615, Флиссинген — 22 апреля 1684, Мидделбург) — нидерландский адмирал XVII века, командовавший флотом Зеландии. Ван Траппен было изначальной фамилией, но династия была также более известна под именем Банкерт. В то время в Нидерландах такая ситуация решалась комбинацией двух имён.
Он родился, вероятнее всего, во Флиссингене, между 1615 и 1620 годами, и был вторым, средним сыном в семье контр-адмирала Йоста ван Траппена Банкерта и Адрианы Янсен. Оба его брата также были капитанами военного флота, служившими в Адмиралтействе Зеландии.
Адриан начал свою карьеру на корабле отца, борясь с дюнкеркскими корсарами. В 1639 году в сражении у Даунса Адриан был шкипером на этом корабле. 1642 году он стал уже капитаном.
Во время Первой англо-голландской войны Адриан был флаг-капитаном зеландского вице-адмирала Йохана Эвертсена на Холландии. В Портлендском сражении в 1653 году был убит его старший брат Йост; в том же году сам он был взят в плен, когда его корабль затонул во время сражения при Схевенингене.
Во время Северной войны в 1658 году он участвовал в сражении в Эресунне против шведского флота в качестве капитана на Сериддере и заместителя командующего эскадрой вице-адмирала Витте де Витта. Хотя битва была выиграна голландцами, Адриан из-за встречного течения был не в состоянии помочь де Витту, когда Бредероде сел на мель и был окружён. Де Витт был смертельно ранен. В ходе зимней кампании 1659 года Сериддер потерял все свои якоря во время шторма, сел на мель, а затем был затёрт во льдах возле острова Вен. Шведская армия попыталась воспользоваться ситуацией, отправив роту солдат по льду, чтобы уничтожить корабль, но Банкерт отбил все атаки в течение трех дней, пока он не смог вывести свой корабль изо льдов. Банкерт был удостоен специальной аудиенции у Фредерика III Датского, который лично поблагодарил его за проявленное мужество. Адмиралтейство Зеландии наградило его золотой цепью стоимостью сто золотых гульденов.
Когда в 1664 году ввиду угрозы новой, Второй англо-голландской войны, пять нидерландских Адмиралтейств назначили много новых флаг-капитанов. Банкерт был произведён в контр-адмиралы Адмиралтейства Зеландии 16 декабря 1664 года, а вскоре после этого как временный вице-адмирал. После Лоустофтского сражения, в котором был убит его младший брат Йохан, он был назначен вице-адмиралом 15 июля 1665 года. В 1666 году он участвовал в Четырёхдневном сражении; в сражении в день Святого Иакова его корабль Толен затонул, и он был вынужден перенести свой флаг на Тер Вере. Ему удалось прикрыть отступление голландского флота на второй день битвы. В той битве зеландский лейтенант-адмирал Йохан Эвертсен был убит, и Банкерт был назначен лейтенант-адмиралом Зеландии 5 сентября 1666 года, и, таким образом, он занимал высший ранг военного флота этой провинции. В 1667 году из-за проблем рекрутинга Банкерт опоздал со своей эскадрой, чтобы принять деятельное участие в рейде на Медуей.
В четырёх морских битвах Третьей англо-голландской войны Банкерт сыграл важную роль, особенно в боевых действиях против французской эскадры в составе объединённого англо-французского флота. В сражение при Солебее Банкерту удалось отвлечь на себя французский флот, позволив главным силам голландцев под командованием лейтенант-адмирала де Рюйтера напасть на английский флот, имея хоть какой-то паритет. В первом сражении при Схооневелте французский флот сломал строй при атаке на эскадру Банкерта, что позволило лейтенант-адмирал-генералу де Рюйтеру рассечь французскую эскадру и охватить союзников. Во втором сражении атака Банкерта отгоняет французов прочь. В сражении при Текселе Банкерту удалось предотвратить соединение французского и английского флотов, снова позволив де Рюйтеру бороться с англичанами с почти равными силами. Из-за решающей роли, которую он играл в этих битвах, слава Банкерту среди французов и англичан была обеспечена. Парадоксально, но в Нидерландах его заслуги не были поняты большей частью населения, возможно потому, что большинство писателей были из Голландии, и не имели большого желания прославлять героя из Зеландии.
В 1674 году он присоединился к голландским лейтенант-адмиралам Корнелису Тромпу и Арту Янссе ван Несу в экспедиции к французскому побережью, в ходе которой был взят и опустошен остров Нуармутье. Когда Тромп забрал свою эскадру, чтобы присоединиться к испанской, командование на оставшейся части голландского флота было отдано ван Несу, хотя Банкерт имел больше опыта. Банкерт не показал своё недовольство в связи с этой ситуацией своему другу ван Несу, но выразил свою обиду в письме к Адмиралтейству Зеландии. Они учли его мнение и решили больше никогда не отправлять их лейтенант-адмирала в объединённые экспедиции, чтобы быть уверенными, что он не будет унижен голландцами. Таким образом, Банкерт оставил действительную военную службу 3 декабря 1674 года, оставаясь командующим флотом Зеландии. В 1678 году он вошёл в совет Адмиралтейства, что было исключительным для офицера военно-морского флота. Он умер в Мидделбурге, где и был похоронен в церкви Святого Петра.

## Внешние ссылки
- Медиафайлы по теме Adriaen Banckert на Викискладе